# Ima Galguén
Ima Galguén, nombre artístico de María del Carmen González Martín (Tijarafe, La Palma, 8 de agosto de 1960), es una cantante y compositora independiente.

## Biografía

### Inicios
A principios de la década de 1980 Carmen González pertenece al Coro de Magisterio de La Laguna, fundado por Dña. Carmen Siverio. A su regreso a La Palma, tras finalizar sus estudios de magisterio en Tenerife, pertenece a la Coral Nuestra Señora del Pino, dirigida entonces por Antonio Capote. Estas experiencias hacen que germine en ella la pasión por la música, que la lleva a formar posteriormente junto a Miguel González el Coro de Voces Blancas de Tijarafe, pionero como coro escolar en la isla de La Palma.
A mediados de los ochenta empieza a actuar junto al cantautor Ricardo Cáceres con temas propios y versiones de cantautores pertenecientes a la Nueva Trova Cubana. Por aquel entonces también forma parte de la Agrupación Folklórica de Tijarafe, donde actúa como solista y toca la guitarra, instrumento que aprende gracias a las clases de Fabio Cáceres y que le permite empezar a componer e introducir juegos y canciones en el aula. Posteriormente amplía conocimientos en la Escuela Insular de Música de La Palma.
Entre 1990 y 1991 es vocalista del grupo Vrandán, donde coincide con Ramón Araújo y Jorge Guerra. Junto a este último forma Carmen y Jorge, un dúo en el que ambos componen e interpretan canciones infantiles. La buena acogida propicia que en 1994 se publique Arco de colores, su primer trabajo discográfico.

### Proyección internacional
Tras esta primera experiencia en el estudio de grabación, Carmen empieza a bocetar junto a Ramón Araújo, coautor de gran parte de los temas de su discografía, el que será su primer álbum bajo la identidad artística de Ima Galguén. El resultado es Regreso al espíritu, un disco con raíces folk, celtas y mediterráneas, que se graba con Oswaldo Bethencourt en MidiPalma, pero aparece publicado por Estudios La Palma (DigiPalma), primer sello editorial palmero fundado por Ricardo Cáceres, en 1997. 
Regreso al espíritu se presenta en el Teatro Chico (Santa Cruz de La Palma) el 20 de diciembre de 1997. Comienza entonces la promoción dentro y fuera de La Palma; el disco llega a Radio 3 (Radio Nacional de España) donde José Miguel López, director del programa Discópolis, elogia el trabajo.  Pronto se define allí a Ima Galguén como la Loreena McKennitt española y, a raíz de la sorprendente aceptación, empieza a sonar a nivel nacional en los medios especializados.
El sello norteamericano Putumayo World Music se interesa por el tema La Zarza y lo incluye en el recopilatorio Women of spirit, editado para todo el mundo, en el cual figura junto a artistas internacionales como Cassandra Wilson, Capercaillie o Ani DiFranco. A nivel nacional el recopilatorio Naciones celtas (álbum) incluye uno de los temas de Regreso al espíritu, en este caso Galguén, en su segundo volumen, que cosecha altas ventas.  A éstos les siguen posteriormente recopilatorios como Couleurs de Madrid, Alquimia o Discópolis 5000, entre otros.
La editorial independiente Peermusic gestiona a nivel nacional la edición de Regreso al espíritu bajo el sello Knife Music en 1999. Durante ese año el disco se presenta en la Sociedad General de Autores y Editores de Madrid y Barcelona. Al año siguiente se edita en México bajo el sello D. R. Global Entertainment, y en Japón, China, Taiwán, Hong Kong y Singapur es distribuido por Wind Records.
En 2001 Sistema 3 hace un remix de Galguén titulado El bosque de Galguén. Este remix suena en grandes discotecas como Chasis, la mítica sala barcelonesa, y se incluye en recopilatorios de música techno, progressive y techno hardcore como Chasis 2001: Una odisea musical, Decibelia Flaix Fm, Festival Sessions y otros de buena acogida.

### Sello discográfico propio
A finales de 2001 sale a la luz Abismo arriba, el segundo trabajo discográfico de Ima Galguén, que es editado por Galguén Producciones. Los temas de este álbum vuelven a estar firmados por Carmen González y Ramón Araújo, a excepción de Espérame en la orilla, que está compuesto por Pedro Fausto, quien desde entonces se convierte en productor y editor de la discografía de la artista.
Paralelamente Carmen sigue ligada a la composición de temas infantiles y edita ese mismo año En el país de los sueños, su segundo trabajo infantil, pero esta vez ya como Ima Galguén. En 2002 junto a la arpista Sylvia Reiss edita Naves, un disco en formato en acústico que recopila temas de sus anteriores trabajos e incluye algunos nuevos. Durante ese año y el siguiente participa en los discos Voces de mujer y Latinas del Centro de la Cultura Popular Canaria.
En 2003 Ima Galguén ya ha viajado varias veces a Alemania con su música, donde obtiene una buena acogida por parte del público alemán. En 2004 se edita un DVD dirigido y realizado por Pedro Fausto que lleva por título Donde el silencio es azul. Este trabajo, que hace un recorrido visual por la isla de La Palma a través de 12 videoclips de la cantante, incluye además un concierto en directo grabado en el Teatro Chico.
En 2007 Ima Galguén participa en El barbero de Sevilla de Ópera en el Convento. En 2008 se publica Temprano son de mar. En esta ocasión el violinista Pablo Rodríguez coordina junto a Bis González la producción y arreglos musicales del disco, que se presenta en el Mercat de Música Viva de Vic (Barcelona) y en Radio 3.
En 2013 estrena en el Teatro Circo de Marte el espectáculo El lugar del comienzo, que reúne a distintos músicos europeos bajo la denominación de Ensemble Confluencias. Los arreglos corren a cargo del compositor y pianista Antonio Ballestín.
A principios de 2015 sale a la venta la reedición del disco Temprano son de mar. En marzo de ese año se presenta el trabajo en Televisión Canaria y en agosto participa como artista residente en el XI Bimbache open Art Festival, celebrado en la isla de El Hierro.
En diciembre de 2016 edita Cantar la Navidad, un disco que recopila 11 versiones de villancicos de diferentes épocas y partes del mundo.

## Discografía

### Álbumes
- Arco de colores ("Carmen y Jorge") (1994)
- Regreso al espíritu (1997)
- Abismo arriba (2001)
- En el país de los sueños (2001)
- Naves (2002)
- Temprano son de mar  (2008)
- Cantar la Navidad  (2016)

### Recopilaciones
- Women of spirit (1998) Incluye La Zarza
- Naciones celtas II: Camino de las estrellas (1998) Incluye Galguén
- Couleurs de Madrid  (1999) Incluye Galguén
- Autores de La Palma II (1999) Incluye Invierno
- Nueva música canaria Vol. 1: Música cálida (1999) Incluye Canto de fe
- Alquimia: Música abierta al infinito (2000) Incluye Dama
- Voces de mujer (2002) Incluye El violín de Becho
- Voces de mujer: Latinas (2003) Incluye Unicornio
- Discópolis 5000 (2004) Incluye Galguén

### DVD
- Donde el silencio es azul (2004)